# Longitarsus ochroleucus lindbergi
Longitarsus ochroleucus lindbergi é uma subespécie de insetos coleópteros polífagos pertencente à família Chrysomelidae.
A autoridade científica da subespécie é Madar & Madar, tendo sido descrita no ano de 1963.
Trata-se de uma subespécie presente no território português.